# Oberwalderhütte
Die Oberwalderhütte ist eine Schutzhütte der Kategorie I der Sektion Austria des ÖAV.
Die Hütte liegt in der östlichen Glocknergruppe auf einer Höhe von 2973 m ü. A. auf dem Gipfel des Großen Burgstall, einer Felskuppe in der Gletscherlandschaft der Pasterze. Außerhalb der Bewirtschaftungszeit der Hütte steht ein Winterraum zur Verfügung, der über ein AV-Schloss zugänglich ist, für das Mitglieder der Alpenvereine bei ihrer Sektion gegen Schutzgebühr einen Schlüssel erhalten.

## Geschichte
Die Hütte wurde am 15. August 1910 eröffnet und ist benannt nach Thomas Oberwalder, der den Bau der Hütte finanziert hat und 1906 auf der Pasterze von einer Lawine verschüttet wurde. Zuletzt wurde sie von 1982 bis 1985 modernisiert. In Zusammenarbeit mit der TU Wien wurde ein schalenförmiges Wärmeschutzkonzept realisiert, das Frostsicherheit in der innersten Schale auch im Winter ohne Beheizung garantieren soll. Die Bergschulen des Deutschen Alpenvereins und des ÖAV nutzen die Hütte als Stützpunkt für alpine Ausbildungskurse.

## Zustiege
- Von der Franz-Josefs-Höhe (2370 m), die mit dem PKW über die gebührenpflichtige Großglockner-Hochalpenstraße erreichbar ist, über den Gamsgrubenweg und das Südliche Bockkarkees, Gehzeit 2½ bis 3 Stunden.
- Von Heiligenblut (1288 m), 6 Stunden.

## Touren
Aufgrund der Lage in großer Höhe und inmitten der Gletscherlandschaft auf der Ostseite des Großglockners ist die Oberwalderhütte Stützpunkt für eine Vielzahl alpiner Hochtouren. Die folgende Liste ist keinesfalls als erschöpfend anzusehen:
- Johannisberg (3453 m) in 3 Stunden
- Hohe Riffl (3338 m) in 3½ Stunden
- Klockerin (3425 m) in 5½ Stunden
- Großes Wiesbachhorn (3564 m) über Bockkar- und Keilscharte in 5½ Stunden
- Fuscherkarkopf (3331 m) über Fuscherkarscharte in 3 Stunden
- Mittlerer Bärenkopf (3358 m, siehe auch Großer Bärenkopf) in 2 Stunden

Zu den folgenden Hütten sind darüber hinaus Übergänge möglich:
- Zum Berghotel Rudolfshütte (2315 m) am Weißsee in 4½ bis 5 Stunden
- Zur Schwarzenberghütte (2267 m) in 3½ Stunden
- Zum Heinrich-Schwaiger-Haus (2802 m) am Wiesbachhorn in 5½ Stunden
- Zur Erzherzog-Johann-Hütte (3454 m) am Gipfelaufbau des Großglockners über die Pasterze und den Hofmannsweg in 5 bis 6 Stunden
- Zum Gruberscharten-Biwak (3110 m) in 2½ Stunden

## Karten
- Alpenvereinskarte Blatt Nr. 40, Glocknergruppe (1:25.000)[2]

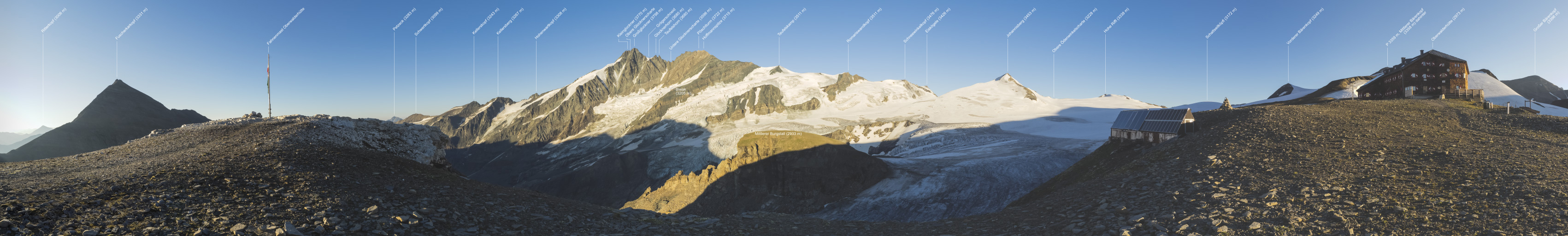
Panorama der Glocknergruppe und des Großglockners, aufgenommen in der Nähe der Oberwalderhütte (2973 m)